# Южный вокзал (Вена)
Южный вокзал Вены, Зюдбанхоф (нем. Wien Südbahnhof) — бывший крупнейший венский железнодорожный вокзал. Располагался в юго-восточном районе Фаворитен. С 2015 года на этом же месте функционирует Главный вокзал Вены.

## История

### Предшественники
На месте вокзала Зюдбанхоф ранее располагались вокзал Глоггницер (Gloggnitzer Bahnhof), начальная точка Южной ж/д (Südbahn), и вокзал Раабер (Raaber Bahnhof), начальная точка Восточной ж/д (Ostbahn). Оба здания были построены Маттиасом Шёнерером в классическом стиле (1841—1846), располагались симметрично и использовали единую систему депо и ремонтных площадок.

### Раздельные направления
В процессе индустриализации росла потребность в железнодорожных перевозках, поэтому австрийские ж/д перешли из частных рук под государственный контроль. Старый вокзал Раабер между 1867 и 1870 годами был заменён Центральным вокзалом (Centralbahnhof), спроектированным А. Шуманном, затем в 1910 году Национальным вокзалом (Staatsbahnhof), а в 1914 году — Восточным вокзалом (Ostbahnhof).
Вокзал Глоггницер также был перестроен по плану Вильгельма фон Флаттиша в 1874 году и переименован в Зюдбанхоф.
Были спроектированы две железные дороги, выходящие из Вены в южном и восточном направлении — один путь вёл на Винер-Нойштадт и Глоггниц, а второй — через Брук-ан-дер-Лайта на Дьёр с дополнительной веткой до Братиславы. Однако это последнее ответвление так и не было построено.
Изначально венгерское направление считалось более перспективным, и по нему перевозили больше грузов. Планировалось, что линию продлят до Хорватии и австро-венгерского порта Триест. Развитие пути на Глоггниц сдерживалось конкуренцией со стороны канала между Веной и Винер-Нойштадтом, однако пассажирские перевозки по туристическим направлениям (Мёдлинг, Гумпольдскирхен, Баден и Бад-Фёслау) позволили создать первую в Австрии исключительно пассажирскую ж/д.
По словам Маттиаса Шёнерера, который участвовал в каждом крупном ж/д проекте того времени, было разумно построить два терминала вместо одного, расположив их под тупым углом. Депо и другие вспомогательные предприятия планировалось разместить между ними.
Пассажирский вокзал был построен в классическом стиле, характерным для строений 40-х годов XIX века. Вход и выходы были расположены на фасаде здания, расположенного напротив современного парка Швайцергартен (Schweizergarten), причём вокзал располагался значительно ближе к площади Зюдтиролер-Плац (Südtiroler Platz), чем сейчас.
В период экономического бума периода грюндерства был спроектирован и в 1874 году построен новый, больший по размеру Южный вокзал. Если учитывать периферийные части здания, то новый вокзал был примерно в три раза шире чем старый, на него поместилось 5 (а позднее 6) платформ. Платформы пригородных поездов были построены к югу от главного зала.
В период с 1874 по 1945 года Южный вокзал практически не изменился. Он обслуживал поезда на Любляну, Триест, Марибор, Каринтию, Восточный Тироль и Больцано. До 1914 года на Южном вокзале останавливался экспресс из Санкт-Петербурга в Канны, остатки линии от Вены до Канн продолжали работать до 1939 года.
В период вокзала Глоггницер южное направление из Вены было самым загруженным. Ветка была национализирована в 1924 году, хотя оставалась в собственности компании Donau-Save-Adria-Eisenbahnhn AG до аншлюса в 1938 году. В отличие от других венских вокзалов, Зюдбанхоф не сильно пострадал в годы Второй мировой войны — в него попало небольшое количество бомб, а также в апрельских сражениях 1945 года была разбита большая часть окон. Стальной каркас здания был практически не повреждён и работа возобновилась довольно быстро, хотя и была очевидна необходимость восстановительных работ.

## Последнее здание
После войны было решено объединить два вокзала в единое здание, особенно после того, как обе ж/д стали собственностью компании Австрийские федеральные железные дороги. Здание Южного вокзала было построено между 1955 и 1961 годами по проекту Хайнриха Хрдлика. Две подземные платформы использовались системой S-Bahn (S1, S2, S3, S4, S8, S9, S15). Примерно в то же время была электрифицирована линия Вена — Глоггниц. При перестройке вокзал был расширен в сторону парка Швайцергартен, а из частей старого здания было построено депо в Флоридсдорфе.
Интерьер Южного вокзала состоял из больших залов с маленькими магазинчиками и билетными кассами. Платформы 11-18 (эквивалентные старой Восточной ж/д) располагались на один этаж выше, а платформы 1-9 (эквивалентные старой Южной ж/д) — на два этажа выше, чем главный зал.
Подъезд к Южному вокзалу обслуживался линиями трамваев O и 18. Боковой вход обслуживался трамваями маршрута D и автобусами маршрута 13A. Ближайшая станция системы U-Bahn располагалась на расстоянии в несколько сот метров к западу, на площади Зюдтиролер-Плац.

## Перестройка в Главный вокзал
В 2007 году была начата перестройка Южного вокзала, полный ввод в эксплуатацию планировался через семь лет. Планировалось объединить его с близлежащей станцией Зюдтиролер-Плац (Südtiroler Platz) в большой вокзал с названием Главный вокзал Вены.

## Галерея

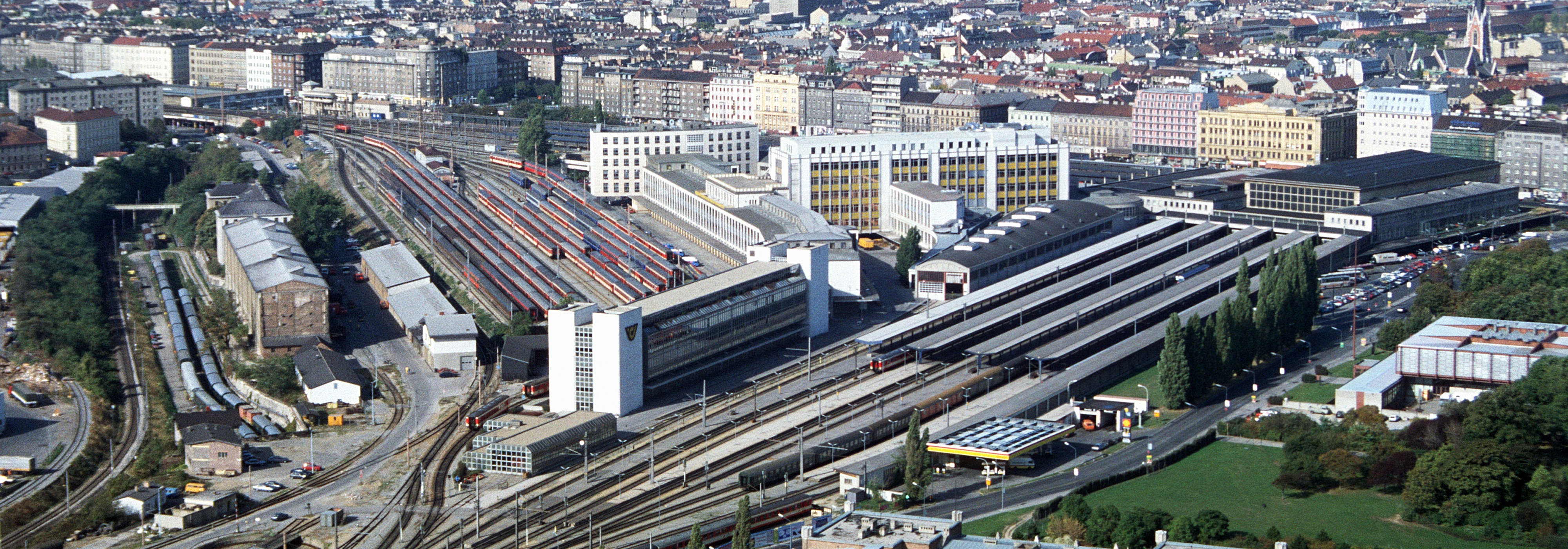
Вид на восточную сторону вокзала с Арсенальной радиобашни
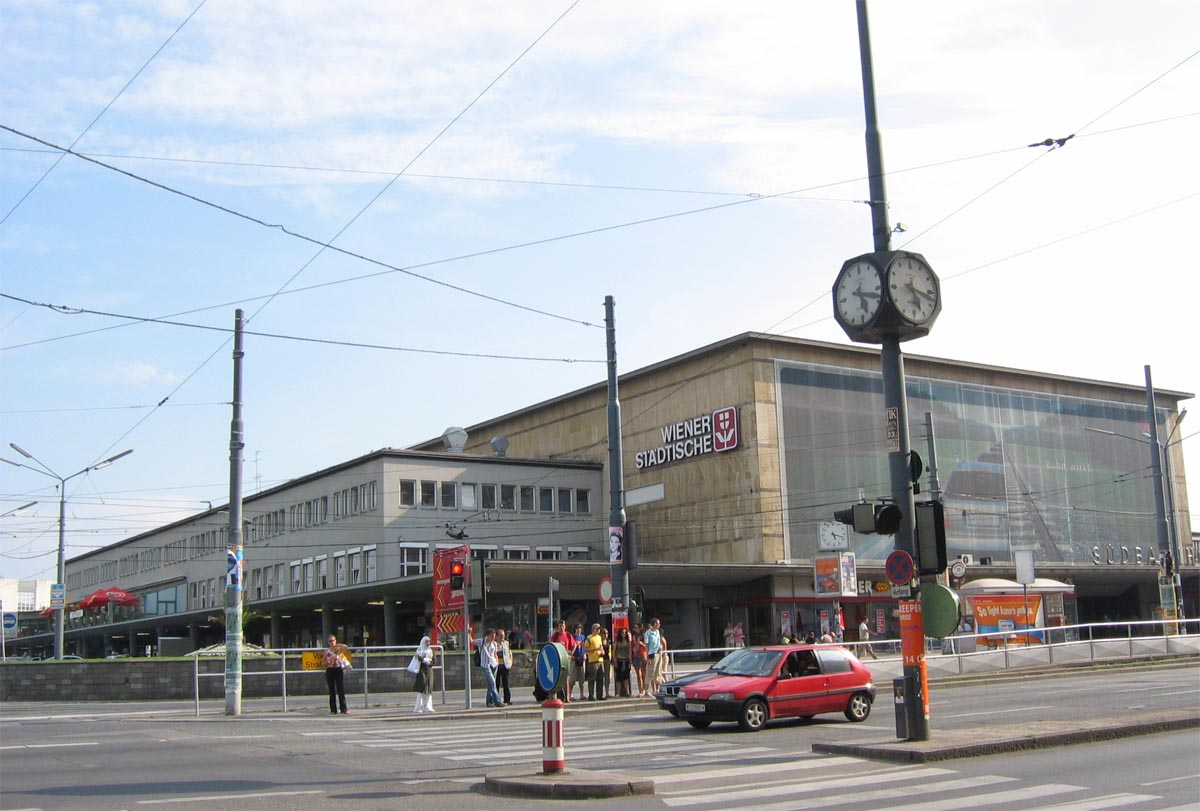
Вид с Гюртеля
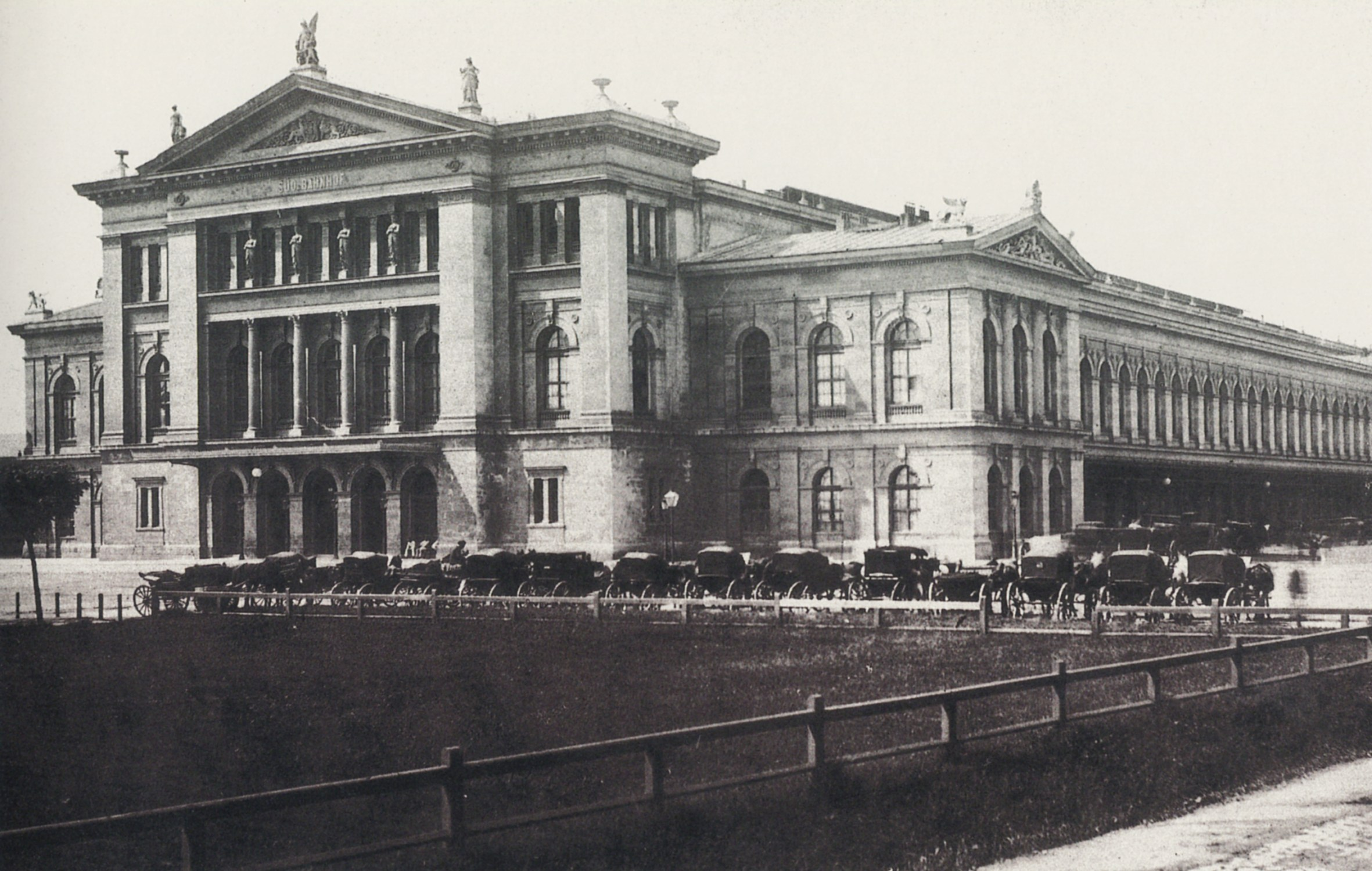
Вокзал приблизительно в 1875 году
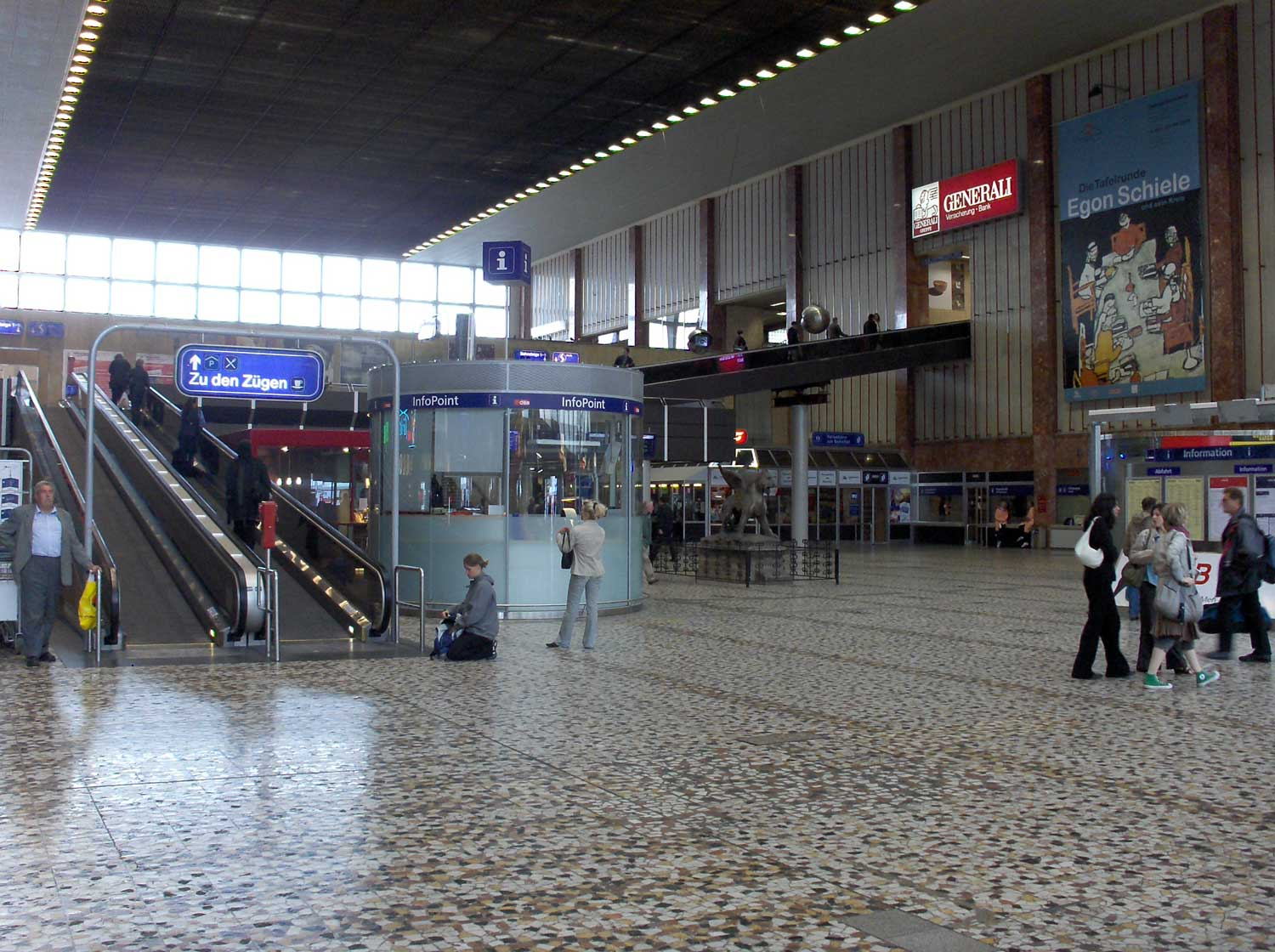
Главный зал
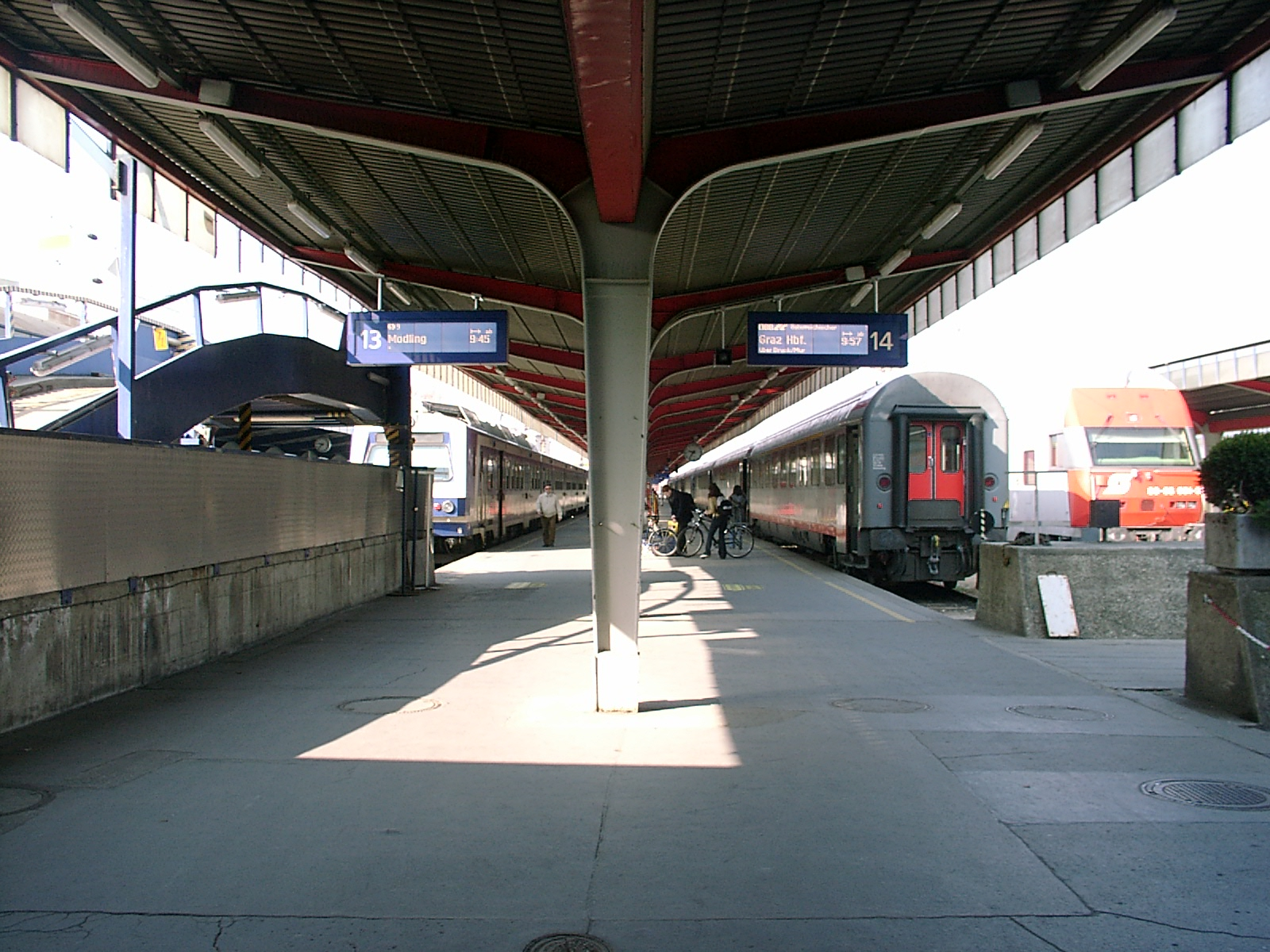
Платформы вокзала Зюдбанхоф, S-Bahn (слева), поезд EuroCity (в центре) и пригородный поезд (справа)